# Delena nigrifrons
Delena nigrifrons är en spindelart som först beskrevs av Simon 1908.  Delena nigrifrons ingår i släktet Delena och familjen jättekrabbspindlar.
Artens utbredningsområde är Western Australia. Inga underarter finns listade i Catalogue of Life.